# Малая Медведица (карликовая галактика)
Карликовая эллиптическая галактика в созвездии Малая Медведица была обнаружена A. Г. Вилсоном из Обсерватории Лоуэлла в 1954 году. Она является спутником Млечного Пути. Галактика состоит в основном из старых звёзд.

## История эволюции
В 1999 году Mighell и Burke с использованием наблюдений на космическом телескопе «Хаббл» подтвердили, что система UMi имеет простую эволюционную историю с продолжавшейся около 2 миллиардов лет единственной вспышкой звездообразования, начавшейся около 14 миллиардов лет назад.